# Montmagny (Québec)
Pour les articles homonymes, voir Montmagny.
Montmagny est une ville canadienne au Québec, chef-lieu de la MRC de Montmagny, dans la région de Chaudière-Appalaches. 

## Toponymie
Le nom de la ville vient de Charles Jacques Huault de Montmagny, arrivé en 1636 comme premier gouverneur en titre de la Nouvelle-France. Ce territoire, d'abord désigné sous le nom de la Pointe-à-la-Caille,,, fut accordé en seigneurie, le 5 mai 1646, à ce gouverneur. La ville de Montmagny a été formée dans cette ancienne seigneurie, l'une des plus anciennes, de la « Côte-du-Sud ».

## Histoire

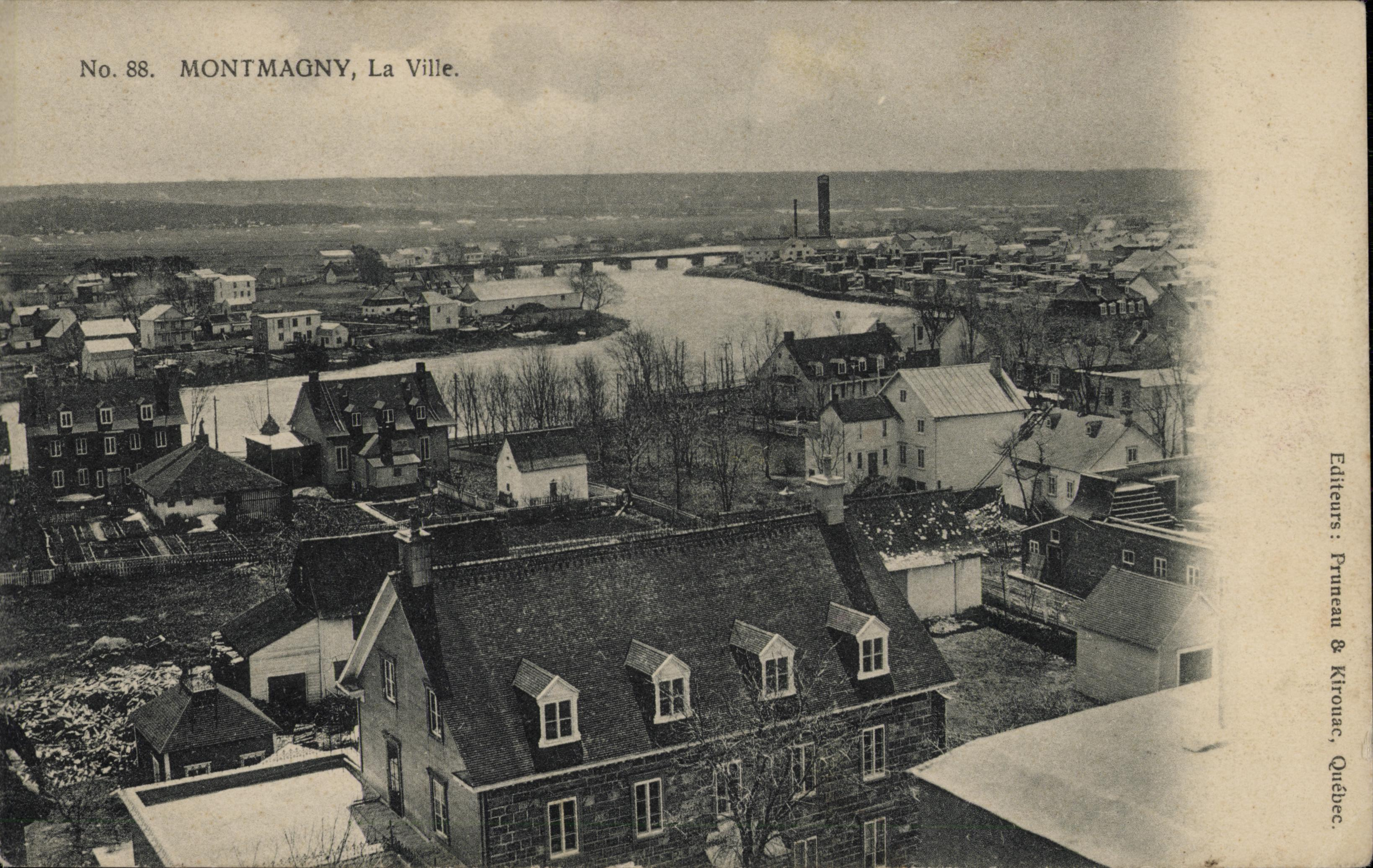
Montmagny, carte postale, vers 1903-1906

La ville de Montmagny doit son appellation à Charles Huault de Montmagny qui fut le premier gouverneur de la Nouvelle-France et le premier seigneur de la seigneurie de la Rivière-du-Sud en 1646. Le territoire de la ville correspond en bonne partie à celui de la seigneurie concédée au gouverneur. La famille Couillard a fortement contribué au développement de la seigneurie. Ils furent seigneurs et coseigneurs de la Rivière-du-Sud de 1654 à 1759, soit durant plus de 100 ans. Avec la croissance de sa population, une municipalité de village a vu le jour en 1845 et une municipalité de ville en 1883. Celles-ci fusionnent en 1966 pour donner naissance à la ville de Montmagny. Au cours de son histoire, Montmagny s’est affirmée comme une ville semi-industrielle dans une région essentiellement rurale.

### Chronologie
- 30 mars 1883 : Le village de Montmagny devient la ville de Montmagny.
- 2 avril 1966 : La ville de Montmagny fusionne avec la paroisse de Saint-Thomas-de-la-Pointe-à-la-Caille et devient la cité de Montmagny.
- 6 mars 1982 : La cité de Montmagny redevient la ville de Montmagny.

### Héraldique
| En avant |
| -------- |

| L'écu de Montmagny se blasonne ainsi : D'or à la fasce d'azur chargée de trois molettes du champ et accompagnée de trois coquerelles de gueules. |

## Géographie

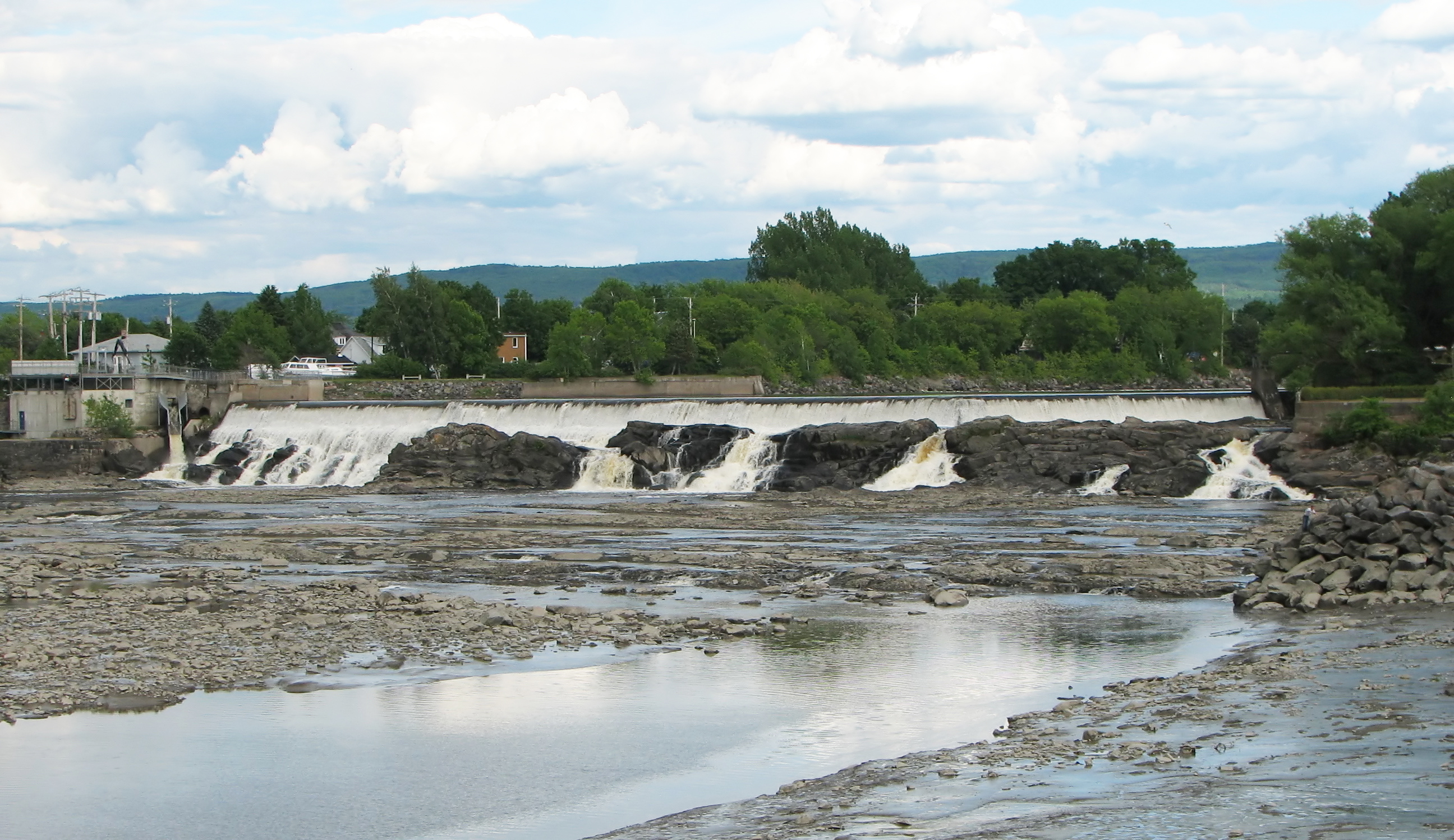
Chutes de la Rivière du Sud.

- 13 octobre 1845 : Érection du village de Montmagny par la scission de la paroisse de St. Thomas.

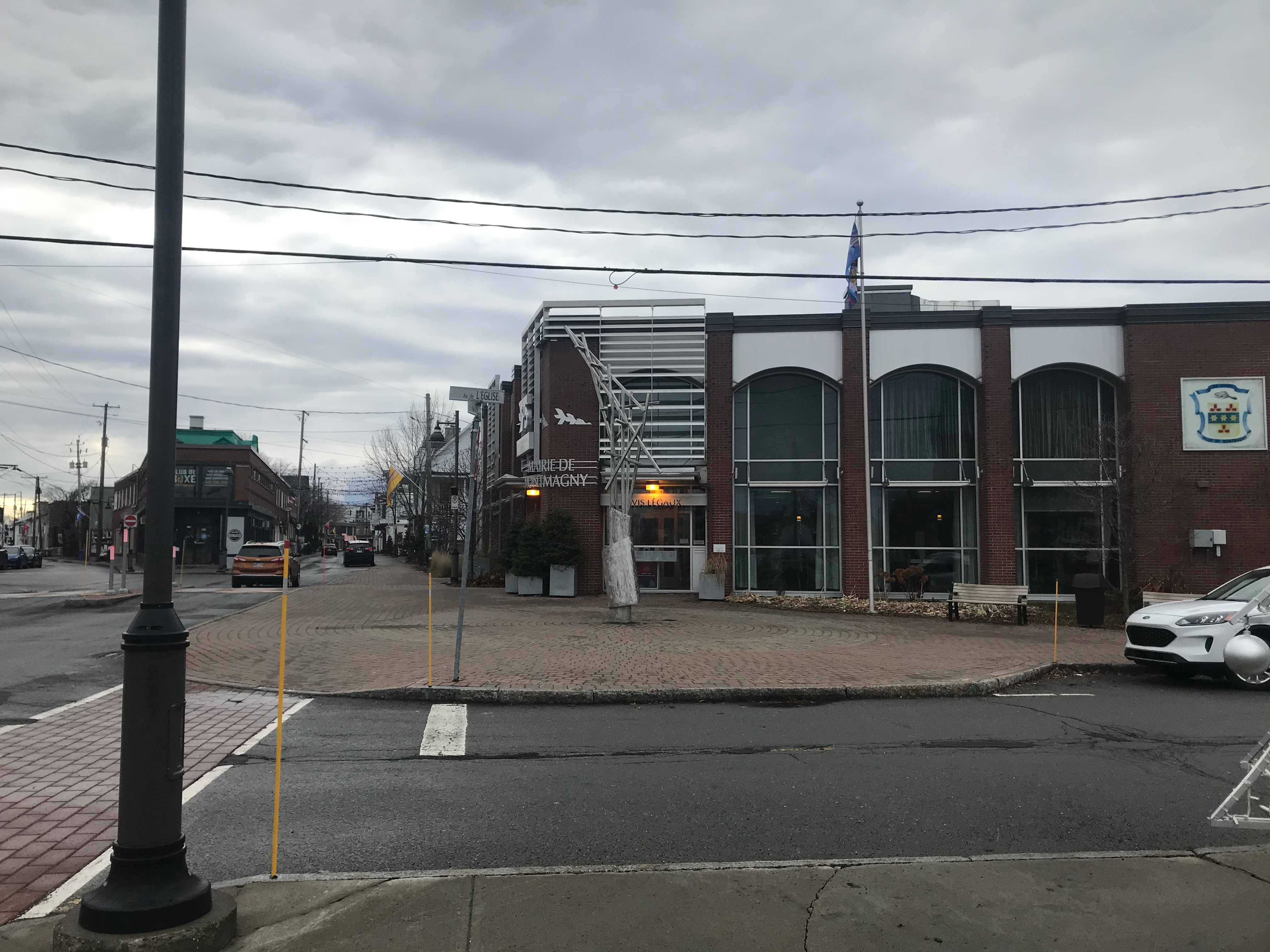
Hôtel de ville de Montmagny

Montmagny se trouve au nord-ouest des monts Notre-Dame (section des Appalaches), au bord du fleuve Saint-Laurent. La ville est traversée par la rivière du Sud, dans laquelle vient se jeter une plus petite rivière, nommée Bras Saint-Nicolas. Alimentées par ces deux affluents, les chutes de la rivière du Sud, situées à la limite nord-ouest de la ville, se jettent dans l'estuaire fluvial du Saint-Laurent. Le relief de la ville est peu accidenté et suit en pente douce cette rivière jusqu'à son embouchure dans le fleuve. Des chercheurs ont étudié les schorres du Saint-Laurent estuarien à Montmagny.

## Démographie
| 1996   | 2001   | 2006   | 2011   | 2016   | 2021   |
| ------ | ------ | ------ | ------ | ------ | ------ |
| 11 885 | 11 654 | 11 353 | 11 491 | 11 255 | 10 999 |

Le recensement de 2011 y dénombre 11 491 habitants, soit 1,2 % de plus qu'en 2006.

## Administration
Les élections municipales se font en bloc et suivant un découpage de six districts.
| Montmagny Maires depuis 2001                                                                                         |                     |         |          |
| Élection | Maire               | Qualité | Résultat |
| 2001 | Jean-Claude Croteau |         | Voir     |
| 2005 | Jean-Guy Desrosiers |         | Voir     |
| 2009 | Jean-Guy Desrosiers | Voir    |          |
| 2013 | Jean-Guy Desrosiers | Voir    |          |
| 2017 | Rémy Langevin       |         | Voir     |
| 2021 | Marc Laurin         |         | Voir     |
| Élection partielle en italique Depuis 2005, les élections sont simultanées dans toutes les municipalités québécoises |                     |         |          |

## Économie
L'industrie manufacturière est depuis longtemps la principale activité économique de Montmagny. Cependant cette ville a subi de lourdes pertes d'emplois (600 personnes au chômage) à la suite de la fermeture de l'usine Whirlpool le 13 mai 2004. Un documentaire (La vie après la shop) a été réalisé pour démontrer la rudesse de cet événement sur la municipalité.

## Patrimoine
Plusieurs biens immobiliers de la municipalité sont remarquables pour leur valeur patrimoniale. Parmi ceux-ci, notons la maison Têtu, construite en 1739, citée comme immeuble patrimonial en 2008.
En 2013, des pratiques traditionnelles ont été identifiées comme étant propres à la région. Deux d'entre elles ont été identifiées comme élément du patrimoine immatériel du Québec, soit la pratique de l'accordéon diatonique et la fabrication artisanale d'accordéons. Ce n'est qu'en 2021 que la fabrication artisanale d'accordéons diatoniques est désignée comme savoir-faire patrimonial par le gouvernement du Québec. Marcel Messervier, fabricant des accordéons Messervier, et Raynald Ouellet et Sylvain Vézina, qui sont propriétaires d'Accordéon Mélodie, incarnent ce patrimoine. La chasse à la sauvagine, la pêche et la pratique du canot à glace sont d'autres pratiques traditionnelles désormais inventoriées dans le Répertoire du patrimoine culturel du Québec.
Depuis plusieurs décennies, la ville présente chaque année le Tournoi provinciale Opti-M13 , anciennement appelé Tournoi National Opti-Pee-wee. Il s'agit du deuxième plus vieux tournoi Pee-Wee au Québec. Il attire des équipes de partout au pays. De plus, au fil des ans, différentes personnalités assurent la présidence d'honneur. Les Guy Lafleur, Roger Brulotte, Yvan Cournoyer, Joe Sakic et plusieurs autres ont déjà été président d'honneur du tournoi.

## Attraits touristiques

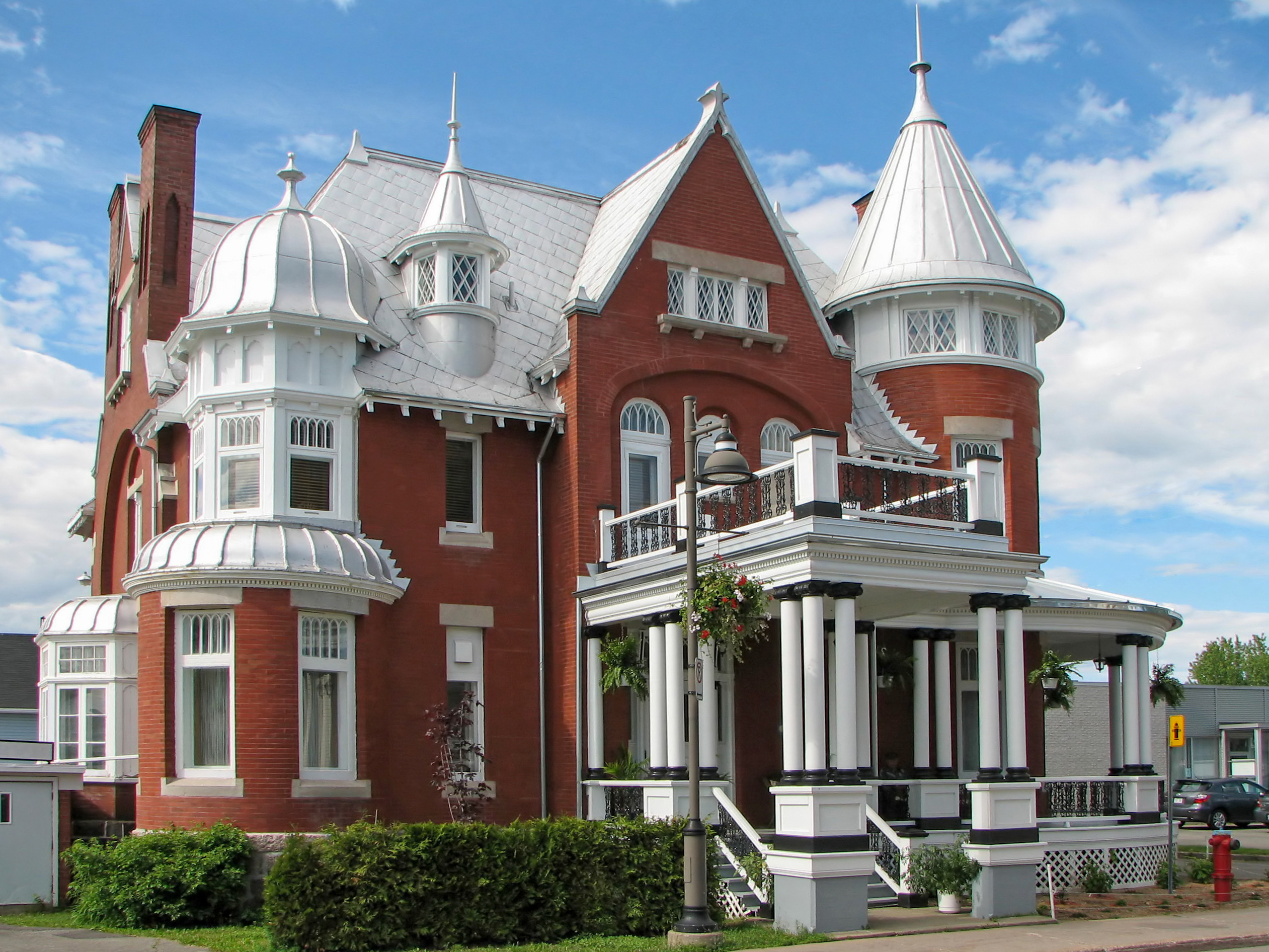
Maison Amable-Bélanger (1906)

Montmagny présente son festival de l'oie blanche au mois d'octobre et le Carrefour mondial de l'accordéon durant la fin de semaine de la Fête du Travail au début de septembre.
Outre l'attention des touristes, la visite annuelle des milliers d'oies blanches a aussi valu à la ville le choix de plusieurs noms d'hôtels, restaurants, rues, etc. Les appellations telles que l'Oiselière, la Couvée, l'Oie Blanche et autres références à l'événement migratoire foisonnent. Montmagny est également un endroit phare en ce qui a trait à l'observation d'oiseaux de rivage[réf. souhaitée]. Le refuge d'oiseaux de Montmagny est l'un des 28 refuges d'oiseaux migrateurs situés dans la province de Québec.
Le quai de Montmagny offre une voie d'accès fluviale privilégiée pour accéder à l'Isle-aux-Grues situé en face sur le fleuve. C'est en effet à cet endroit que le traversier de la Société des traversiers du Québec opère son service de transport pour se rendre sur l'île. L'Isle-aux-Grues est à la fois une destination touristique estivale pour les amateurs de plein air ainsi que pour les amateurs de leur traditionnelle Mi-Carême et une terre agricole vouée à la production de fromages fins.

## Quelques personnalités liées à la ville
|  |  |

- Étienne-Paschal Taché
Né à Montmagny en 1795, d'abord soldat à la bataille de Châteauguay, il devient aide-chirurgien, puis médecin, homme politique, jusqu'à premier ministre du Canada-Uni (en 1855-1856 et en 1864-1865), avant de mourir (en 1865) à Montmagny, où il avait pratiqué la médecine. Sa maison a été classé comme immeuble patrimonial[21].
- Louis-Jacques Casault
Né à Saint-Thomas de Montmagny en 1808, il devient en 1851 supérieur du Séminaire de Québec et fondateur de l’Université Laval, dont il fut le premier recteur en 1853[22]. L'école secondaire du lieu porte son nom.
- Bertrand Blanchet
Né à Saint-Thomas de Montmagny (en 1932), ancien étudiant et ancien professeur du Collège de Sainte-Anne-de-la-Pocatière, il est (ordonné prêtre à 23 ans, détenteur d'un doctorat en biologie - foresterie à 42 ans, de l'Université Laval, puis nommé) évêque de Gaspé, en 1973, et nommé archevêque de Rimouski en 1992[23].

Montmagny est également le lieu de naissance du joueur de hockey sur glace Gaston Boulanger, du romancier Joseph Marmette, et de deux des directeurs musicaux de l'Orchestre symphonique de Québec, Robert Talbot et Edwin Bélanger, ainsi que de Jean-Louis Rousseau, qui fut violoniste pendant près de six décennies à l'OSQ.